# Sulis
Sulis,  Sul ou Sulevis era uma divindade da mitologia celta adorada na Inglaterra. 
Ela era adorada pelos britânicos romanos como sulis [Minerva], cujas ofertas votivas e tabletes de chumbo inscritos sugeriam que ela era concebida como uma nutritiva e vitalícia deusa mãe, e como uma agente eficaz de maldições desejadas por seus devotos.